# Dilatempusa aegyptiaca
Dilatempusa aegyptiaca es una especie de mantis de la familia Empusidae.

## Distribución geográfica
Se encuentra en Egipto y en Burkina Faso.